# Fontclaireau
Fontclaireau är en kommun i departementet Charente i regionen Nouvelle-Aquitaine i västra Frankrike. Kommunen ligger  i kantonen Mansle som ligger i arrondissementet Confolens. År 2020 hade Fontclaireau 436 invånare.

## Befolkningsutveckling
Antalet invånare i kommunen Fontclaireau
Referens:INSEE